# Power Purchase Agreement
Power Purchase Agreement (PPA) är ett energiköpsavtal mellan en elproducent (säljaren) och en elförbrukare eller eldistributör (köparen). Avtalet definierar alla kommersiella villkor för elförsäljningen mellan de båda parterna. 
Idag används flera former av PPA, som varierar beroende på köparens, säljarens och finansieringsparternas behov.

## Bakgrund
Upprinnelsen till PPA var för att komma runt behovet av bundet kapital som länge höll tillbaka utbyggnaden av förnybar energiproduktion, särskilt för solel. För att sänka tröskeln började en ny typ av solcellsaktörer erbjuda solel som en tjänst. Ett känt exempel är SolarCity, ett dotterbolag till Tesla, som grundades 2006 och där Elon Musk är ordförande. 
Avtalsformen PPA etablerades i USA där den började regleras i Energy Policy Act of 2005. Sedan dess har den spridit sig och är idag en vanlig affärsmodell internationellt för vindkraft och solel. I Sverige används den av ett antal stora företag för etablering av solcellsanläggningar på deras fastigheter och 2017 blev Järfälla kommun först med att göra en offentlig upphandling av solceller genom PPA. 

## Affärsmodell
Affärsidén i ett PPA är att leverantören äger, bygger, installerar och sköter driften av anläggningen, som ofta sitter på ett byggnadstak när det gäller solcellsanläggningar. Medan den som äger eller hyr fastigheten där anläggningen är installerad köper elen som anläggningen producerar. Leverantören tar på sig alla kostnader och risker, samt allt ansvar som är förknippade med att etablera och driva en solcellsanläggning. 
Fördel med PPA jämfört med en hyreslösning är att kunden då inte blir den som ”förfogar över” solcellerna enligt Lagen om skatt på energi. En hyreslösning kan alltså medföra skatteplikt och skattskyldighet för kunden. Kunden kan även bli den som ”innehar” solcellerna enligt Elsäkerhetslagen vid en hyreslösning. Och då har VD:n för kundföretaget ett långtgående ansvar för anläggningen och kan bli skadeståndsskyldig om anläggningen orsakar skador på person eller sak. Kunden kan också bli ansvarig för det ”fasta driftställe” som solcellerna utgör. Det kan innebära omfattande arbetsgivaransvar samt samordningsansvar för tredje part, enligt Arbetsmiljölagen. Med PPA är det elproducenten som äger solcellsanläggningen och kunden står då inte som ansvarig. 